# Юзбеков, Зейдула Кадималиевич
Юзбеков Зейдула Кадималиевич (1 декабря 1945, Межгюль, Хивский район, ДАССР) — доктор экономических наук, профессор, заслуженный экономист России.

## Биография
Зейдула Кадималиевич родился 1 декабря 1945 года в многодетной табасаранской семье. Отец — Кадимали Юзбеков — историк по образованию, вырастил семью из 6 детей.
Будучи лучшим учеником после 5 класса, отправился в «интернат горцев» в Дербенте. Общаясь со сверстниками к 7 классу овладел 4 языками, включая родной табасаранский, русский, азербайджанский и горско-еврейский языки.
Окончив школу, поступил в ДГУ на факультет «Конструирование и производство радиоаппаратуры», который закончил в 1968 году. В период с 1970—1973 года обучался в аспирантуре Института экономики АН СССР. В 1973 году защитил кандидатскую диссертацию в Института экономики АН СССР.
После окончания университета работал в Дагестанском филиале АН СССР. В период с 1968—1990 года с должности аспиранта дошёл до зав. отделом экономики ДНЦ РАН СССР. В 1989 году защитил докторскую диссертацию в Института экономики АН СССР. В 1990 году присвоено звание профессора.
С 1990 по 2001 года являлся Директором Института социально-экономических исследований ДНЦ РАН.
В 1993 году было присвоено звание Заслуженного деятеля науки Республики Дагестан.
В период с 1991—1998 года являлся Заместителем председателя Совета Министров Республики Дагестан, председателем Госкоимущества Республики Дагестан.
С 1994—1999 года руководил Северокавказской ассоциацией государственных комитетов по управлению имуществом, являлся членом коллегии Минимущества России.
В 1995 году стал членом-корреспондентом Академии технологических наук РФ.
С 1996 года стал Действительным членом Международной академии регионального развития и сотрудничества.
В 1997 году было присвоено звание Заслуженного экономиста Российской Федерации. Получил звание Академика в Академии предпринимательства РФ. Вошёл в состав научно-редакционного совета 95-томного серийного издания «Экономическая энциклопедия регионов России».
С 1998 по 2014 года являлся руководителем Агентства по управлению имуществом МГУ им. М. В. Ломоносова, Работал первым зам. руководителя по управлению имуществом Российской академии наук.
В 2014 году был назначен главой министерства по управлению государственным имуществом РД.
В 2018 году давал интервью на передаче «Кунацкая». Выпуск назывался: «Кунацкая. Гость: Зейдула Юзбеков».

## Научная деятельность
Юзбеков Зейдула Кадималиевич является автором пяти монографий и более двухсот научных статей.
Сотрудничал с учебными заведениями США, Англии, Германии, Швейцарии и Республики Корея. Награждён знаком «Хрустальный тур» в Фордемском университете (США) за цикл лекций посвящённых региональной экономике и приватизации.
С 2005 года является академиком Академии развивающихся рынков в городе Нью-Йорк.
В 2007 году был награждён За заслуги в спортивной науке и образовании медалью Петра Лесграфта, а также орденским знаком «Золотая звезда славы».

## Семья
Женат, имеет 3 детей, 6 внуков.